# Lista seriali animowanych Disneya
Od 1985 roku wytwórnia Walta Disneya produkuje dla telewizji własne seriale animowane. Emitowane są one głównie na kanałach Disney Channel, Disney XD i Disney Junior. W Polsce dodatkowo wiele z nich było emitowanych w specjalnych blokach programowych Disneya na TVP1 i TVP ABC, a także na kanałach Polsat, TV4, TV6, TV Puls, Puls 2.

## Seriale animowane
| Wuzzle                                    | 1985       | |
| Gumisie                                   | 1985–1991  | |
| Pieski Fluppy                             | 1986       | Tylko pilot |
| Kacze opowieści                           | 1987–1990  | Oparte na komiksach Carla Barksa. |
| Nowe przygody Kubusia Puchatka            | 1988–1991  | Pierwszy serial animowany z Kubusiem Puchatkiem |
| Chip i Dale: Brygada RR                   | 1989–1990  | Oparte na klasycznych kreskówkach. |
| Super Baloo                               | 1990–1991  | Oparte na postaciach z filmu Księga dżungli |
| Dzielny Agent Kaczor                      | 1991–1992  | Pierwszy spin-off Kaczych opowieści |
| Goofy i inni                              | 1992       | Oparte na klasycznych kreskówkach. |
| Mała Syrenka                              | 1992–1994  | |
| Raw Toonage                               | 1992       | |
| Szmergiel                                 | 1993–1994  | Pierwszy spin-off Raw Toonage. |
| Marsupilami                               | 1993       | Wyprodukowany przez witwórnię Disneya z udziałem Marsu Productions; drugi spin-off Raw Toonage                                                                                              |
| Aladyn                                    | 1994–1996  | |
| Gargoyles                                 | 1994–1997  | |
| The Shnookums and Meat Funny Cartoon Show | 1995       | spin-off serialu Marsupilami |
| Timon i Pumba                             | 1995–1999  | |
| Kacza paczka                              | 1996       | Drugi spin-off Kaczych opowieści |
| Mighty Ducks                              | 1996–1997  | spin-off trylogii filmów Potężne Kaczory |
| Mała księga dżungli                       | 1996–1997  | |
| Doug                                      | 1996–1999  | serial produkcji Jumbo Pictures, we współpracy z wytwórnią Disneya (tylko sezony 5-7), poprzednio serial produkowany dla kanału Nickelodeon (sezony 1-4).                                   |
| 101 dalmatyńczyków                        | 1996–1998  | |
| Nightmare Ned                             | 1997       | |
| Byle do przerwy                           | 1997–2001  | |
| Pepper Ann                                | 1997–2001  | |
| Herkules                                  | 1998–1999  | |
| I pies, i wydra                           | 1998–2000  | Produkowane we współpracy z Jumbo Pictures, pierwszy serial animowany Playhouse Disney |
| The Weekenders                            | 1999–2004  | |
| Produkcje Myszki Miki                     | 1999–2000  | Stworzone w duchu klasycznych kreskówek. |
| Pupilek                                   | 2000–2002  | |
| Buzz Astral z Gwiezdnej Bazy              | 2000–2001  | Wyprodukowane we współpracy ze studiem Pixar, oparte na filmie Toy Story |
| Café Myszka                               | 2001–2003  | Oparte na klasycznych kreskówkach. |
| Lloyd w kosmosie                          | 2001–2004  | |
| Legenda Tarzana                           | 2001–2003  | |
| The Proud Family                          | 2001–2005  | Serial produkcji Jambalaya Studios; pierwszy serial animowany Disney Channel |
| Teamo Supremo                             | 2002–2004  | |
| Stanley                                   | 2001–2004  | Serial produkcji Cartoon Pizza; serial animowany Playhouse Disney |
| Kim Kolwiek                               | 2002–2007  | serial animowany Disney Channel |
| Fillmore na tropie                        | 2002–2004  | |
| Lilo i Stich                              | 2003–2006  | serial animowany Disney Channel |
| JoJo z cyrku                              | 2003–2007  | Serial produkcji Cartoon Pizza; serial animowany Playhouse Disney, pierwszy używający animacji poklatkowej.                                                                                 |
| Dave Barbarzyńca                          | 2004–2005  | serial animowany Disney Channel |
| Brenda i pan Whiskers                     | 2004–2006  | serial animowany Disney Channel |
| Opowieści z Kręciołkowa                   | 2004–2008  | Serial produkcji Wild Brain; serial animowany Playhouse Disney |
| Super Robot Monkey Team Hyperforce Go!    | 2004–2006  | Pierwszy serial kanału Jetix |
| W.I.T.C.H. Czarodziejki                   | 2004–2006  | serial kanału Jetix |
| Amerykański smok Jake Long                | 2005–2007  | serial animowany Disney Channel |
| Maggie Brzęczymucha                       | 2005–2006  | serial animowany Disney Channel |
| Mali Einsteini                            | 2005–2009  | Serial produkcji Curious Pictures; serial animowany Playhouse Disney |
| A.T.O.M. Alpha Teens On Machines          | 2005–2006  | serial kanału Jetix |
| Get Ed                                    | 2005–2006  | serial kanału Jetix |
| Yin Yang Yo!                              | 2006–2009  | serial kanału Jetix |
| Ōban Star Racers                          | 2006       | serial kanału Jetix |
| Nowa szkoła króla                         | 2006–2009  | serial animowany Disney Channel |
| Wymiennicy                                | 2006–2009  | serial animowany Disney Channel |
| Shorty McShorts’ Shorts                   | 2006–2007  | Serial produkcji Disneya i Frederator Studios |
| Zajączkowo                                | 2007–2009  | Serial produkcji Sesame Workshop, Baker Coogan Productions i Spiffy Pictures, z udziałem Nickelodeon; serial animowany Playhouse Disney, połączenie animacji i live-action                  |
| Moi przyjaciele – Tygrys i Kubuś          | 2007–2010  | serial animowany Playhouse Disney, drugi serial animowany z Kubusiem Puchatkiem |
| Monster Buster Club                       | 2008–2010  | serial kanału Jetix |
| Stich!                                    | 2009–2011  | Drugi serial anime Disneya |
| Klub przyjaciół Myszki Miki               | 2006–2016  | serial animowany Playhouse Disney |
| Złota Rączka                              | 2006–2013  | Serial produkcji Nelvany; serial animowany Playhouse Disney |
| Fineasz i Ferb                            | 2007–2015  | serial animowany Disney Channel |
| RoboDz Kazagumo Hen                       | 2008       | Pierwszy serial anime Disneya |
| Bujdy na resorach                         | 2008−2012  | Serial produkcji Disneya i Pixara |
| Agent specjalny Oso                       | 2009–2016  | serial animowany Playhouse Disney |
| Przystanek dżungla                        | 2009–2012  | Serial produkcji Spider Eye Productions; serial animowany Playhouse Disney |
| Dzieciak kontra Kot                       | 2009–2011  | Serial produkcji Studio B Productions z udziałem YTV |
| Jimmy Cool                                | 2009–2011  | Serial produkcji Studio B Productions z udziałem YTV |
| Kick Strach się bać                       | 2010–2015  | Pierwszy serial animowany Disney XD, w USA emitowany do 2012, w Polsce do 2015 |
| Akwalans                                  | 2010–2014  | serial animowany Disney Channel |
| Gwiazdozbiór Fineasza i Ferba             | 2010–2014  | Wyprodukowane przy współpracy z Hieroglyphic Productions, połączenie animacji i live-action                                                                                                 |
| Jake i piraci z Nibylandii                | 2011–2016  | Pierwszy serial Disney Junior |
| Mickey Mousekersize                       | 2011       | |
| Special Agent Oso: Three Healthy Steps    | 2011       | |
| A Poem Is...                              | 2011–2012  | |
| Minnie’s Bow-Toons                        | 2011–2016  | |
| Klinika dla pluszaków                     | 2012–2020  | Serial produkcji Brown Bag Films; serial Disney Junior |
| Mega Spider-Man                           | 2012–2017  | Serial produkcji Marvela |
| Wodogrzmoty Małe                          | 2012–2016  | serial animowany Disney Channel |
| Motorcity                                 | 2012–2013  | Wyprodukowane przy współpracy z Titmouse, Inc., serial animowany Disney XD |
| Tron: Rebelia                             | 2012–2013  | Wyprodukowane przy współpracy z Sean Bailey Productions, serial animowany Disney XD, oparte na filmie Tron                                                                                  |
| Oki’s Oasis                               | 2012–2017  | Serial produkcji Wild Brain; serial Disney Junior |
| Jej Wysokość Zosia                        | 2012-2018  | serial Disney Junior |
| 7K                                        | 2012–2016  | Serial bazowany na podstawie pełnometrażowej animacji z 1937 roku Królewna Śnieżka i siedmiu krasnoludków.                                                                                  |
| Dog Cat Blog Chat                         | 2012       | Serial produkcji Spiffy Pictures, Underdog Productions i Jim Henson Productions; serial Disney Junior                                                                                       |
| W tę i nazad                              | 2012–2016  | serial animowany Disney Channel |
| Hulk i agenci M.I.A.Z.G.I.                | 2013–2015  | Serial produkcji Marvela |
| Pac-Man: The Adventure Begins             | 2013–2015  | Serial produkcji Namco |
| Miki w szortach                           | 2013–2019  | Oparty na klasycznych kreskówkach Disneya |
| Złotowłosa i Miś                          | 2015–2018  | Wyprodukowany przez Milk Barn Entertainment i ICON Creative Studio. Serial Disney Junior nawiązuje do bajki o Złotowłosej i trzech misiach.                                                 |
| Falsyfikot                                | 2016–2017  | rozwijane przez Aardman Animations, Cristinę Fiumarę oraz Ben Marsauda. Serial jest produkowany przez Wildseed Kids and Tricon Kids & Family we współpracy z Teletoon z udziałem Disney XD. |
| Zhu Zhu                                   | 2016–2017  | Wyprodukowany przez Cepia LLC i Nelvana |
| Zaplątane przygody Roszpunki              | 2017–2020  | Oparte na filmie Zaplątani |
| Wielka szóstka: Serial                    | 2017–2021  | Oparte na filmie Wielka szóstka |
| Kacze opowieści (2017)                    | 2017–2021  | Reboot serialu pod tym samym tytułem z 1987 |
| Płazowyż                                  | 2019–2022  | |
| Sowi Dom                                  | 2020–2023  | |
| Trwające                                  |            | |
| Kicia to nie kot                          | 2018–teraz | |
| Greenowie w Wielkim Mieście               | 2018–teraz | |
| The Ghost and Molly McGee                 | 2021–teraz | |
| Nadchodzące                               |            | |